# Strandfaraskip Landsins
Strandfaraskip Landsins (w skrócie SSL) – państwowe przedsiębiorstwo usługowe na Wyspach Owczych, zajmujące się transportem publicznym oraz towarowym. Od lutego 2008 jego siedziba mieści się w Tvøroyri, dawniej zaś znajdowała się w Thorshavn. Przedsiębiorstwo zajmuje się głównie transportem autobusowym (Bygdaleiðir) oraz promowym (Oyggjaleiðir).

## Transport promowy

Trasy promowe Strandfaraskip Landsins.

Strandfaraskip Landsins obsługuje osiem tras promowych w obrębie całego archipelagu Wysp Owczych. Najdłuższą z nich jest połączenie stolicy, Thorshavn z Tvøroyri, położonym na wyspie Suðuroy. Linia obsługiwana jest przez największy prom w posiadaniu SSL – M/F Smyril, mogący zabrać na pokład do 975 pasażerów i 200 pojazdów. Podróż trwa 2 godziny, a do każdej z miejscowości statek przybija 2-3 razy dziennie. Obecny prom jest piątą jednostką obsługiwaną przez Strandfaraskip Landsins noszącą nazwę Smyril. Pierwszą była niewielka łódź, która rozpoczęła działalność w latach 90. XIX wieku, a w 1932 została zastąpiona przez prom skonstruowany rok wcześniej w duńskim Frederikshavn. Statek ten zastąpiono w 1967 kolejną jednostką, wykonaną w stoczni w Thorshavn. Dzięki niemu podróż do Tvøroyri skróciła się z czterech do trzech godzin, a na pokład mogło się zmieścić około 300 osób. Kolejny prom, zbudowany dwa lata później w Danii, zakupiono w 1975 roku. Jednostka ta w połowie lat 90. XX wieku zaczęła mieć problemy z warunkami pogodowymi panującymi na archipelagu, zdecydowano się więc zastąpić ją kolejnym statkiem. Prom ten wybudowano w 2005 roku w Hiszpanii, a jego rozmiary spowodowały konieczność wybudowania rok wcześniej nowego portu w Tvøroyri, który nazwano Krambatangi.
Drugi pod względem wielkości prom na Wyspach Owczych, M/F Teistin, obsługuje trasę między portem Gamlarætt w południowej części Streymoy a położonym na Sandoy Skopun oraz między Gamlarætt, a miejscowością Hestur na wyspie o tej samej nazwie. Prom ten, wybudowany w miejscowości Skála w 2001 roku, może pomieścić 288 pasażerów i około 33 samochodów. Podróż do Skopun trwa 30 minut, a statki kursują z częstotliwością 8-10 dziennie. Podróż na Hestur trwa około 15 minut, a częstotliwość kursowania promów, to około 3-5 dziennie i wszystkie terminy należy wcześniej rezerwować.
W północnej części Wysp Owczych, zwanej Norðoyar kursuje prom M/S Ritan. Jednostka ta została zbudowana w 1971 roku w holenderskim Monnickendam i może pomieścić do 125 osób, bez możliwości zabrania pojazdów. Pokonuje ona 2-3 razy dziennie trasę od Hvannasund przez Svínoy i Kirkja do Hattarvík. Cała podróż trwa niecałą godzinę. Do 2010 roku Ritan pokonywał trasę między Nólsoy a Thorshavn, zaszła jednak konieczność wprowadzenia zmiany, kiedy sprzedano stary prom M/F Másin.
Obecnie wyspę Nólsoy z pozostałą częścią archipelagu łączy zbudowany w 1980 w Thorshavn prom M/F Ternan. Jednostka ta może wziąć na pokład 95 lub 294 pasażerów i 20 samochodów. Kursuje ona 5-7 razy dziennie, a podróż trwa 20 minut. Wcześniej, przed wybudowaniem Vágatunnilin statek ten pływał na trasie Vágar – Vestmanna, razem z M/F Sam. Następnie przeniesiono go na odcinek między Gamlarætt a Skopun.
Wspominany prom M/F Sam, kursujący wcześniej między wyspami Vágar i Streymoy, obecnie pokonuje trasę z Klaksvík do Syðradalur. Jednostkę tę skonstruowano w 1975 roku w Raudebergu i może ona pomieścić 115 osób i 17 samochodów. Wyznaczoną trasę pokonuje w 20 minut i kursuje 3 do 6 razy dziennie. Jest to obecnie jedyne połączenie wyspy Kalsoy z resztą archipelagu.
M/S Sildberin, jeden z najmniejszych promów we flocie Strandfaraskip Landsins, kursuje na trasie Sandur – Skúvoy około 3 razy dziennie, po wcześniejszej rezerwacji. Jednostka ta została skonstruowana w 1994 roku w Danii i może ona pomieścić od 30 do 50 osób. Wyznaczoną trasę pokonuje w około 35 minut. Rezerwowym promem na tej trasie jest M/B Súlan.
Ostatnią trasę obsługuje łódź nie należąca do floty Strandfaraskip Landsins, zwana Jósup. Drogę z Sørvágur do Mykines jednostka ta pokonuje w około 45 minut i kursuje 2 razy dziennie w okresie letnim.
Dawniej istniało więcej połączeń promowych na Wyspach Owczych. Prócz promu z Vestmanna na wyspę Vágar, mającego na celu połączenie centralnej wyspy Streymoy z portem lotniczym, kursował także prom między Leirvík a Klaksvík. Łączył on wyspy Eysturoy i Borðoy, jednak po wybudowaniu tunelu Norðoyatunnilin trasa ta okazała się niepotrzebna. Prom ten nazywał się Dúgvan.

### Trasy
| Linia | Trasa                                    | Prom                                |
| ----- | ---------------------------------------- | ----------------------------------- |
| 7     | Thorshavn – Tvøroyri                     | M/F Smyril                          |
| 36    | Sørvágur – Mykines                       | Jósup                               |
| 56    | Klaksvík – Syðradalur                    | M/F Sam                             |
| 58    | Hvannasund – Svínoy – Kirkja – Hattarvík | M/S Ritan                           |
| 60    | Skopun – Gamlarætt – Hestur              | M/F Teistin                         |
| 66    | Sandur – Skúvoy                          | M/S Sildberin M/B Súlan (rezerwowy) |
| 90    | Thorshavn – Nólsoy                       | M/F Ternan                          |

### Flota
Następujące jednostki obsługują linie Strandfaraskip Landsins:
| Nazwa     | Data budowy | Pojemność | Liczba pasażerów | Liczba samochodów | Zdjęcie |
| --------- | ----------- | --------- | ---------------- | ----------------- | ------- |
| Sam       | 1975        | 216,54 RT | 115              | 17                |         |
| Sildberin | 1994        | 19,9 RT   | 30 – 50          | 0                 |         |
| Smyril    | 2005        | 12320 RT  | 800 – 975        | 200               |         |
| Súlan     | 1987        | 11,4 RT   | 12 – 40          | 0                 |         |
| Ritan     | 1971        | 80,8 RT   | 75 – 125         | 0                 |         |
| Teistin   | 2001        | 1260 RT   | 288              | 33                |         |
| Ternan    | 1980        | 427,9 RT  | 95 – 294         | 20                |         |

## Transport autobusowy

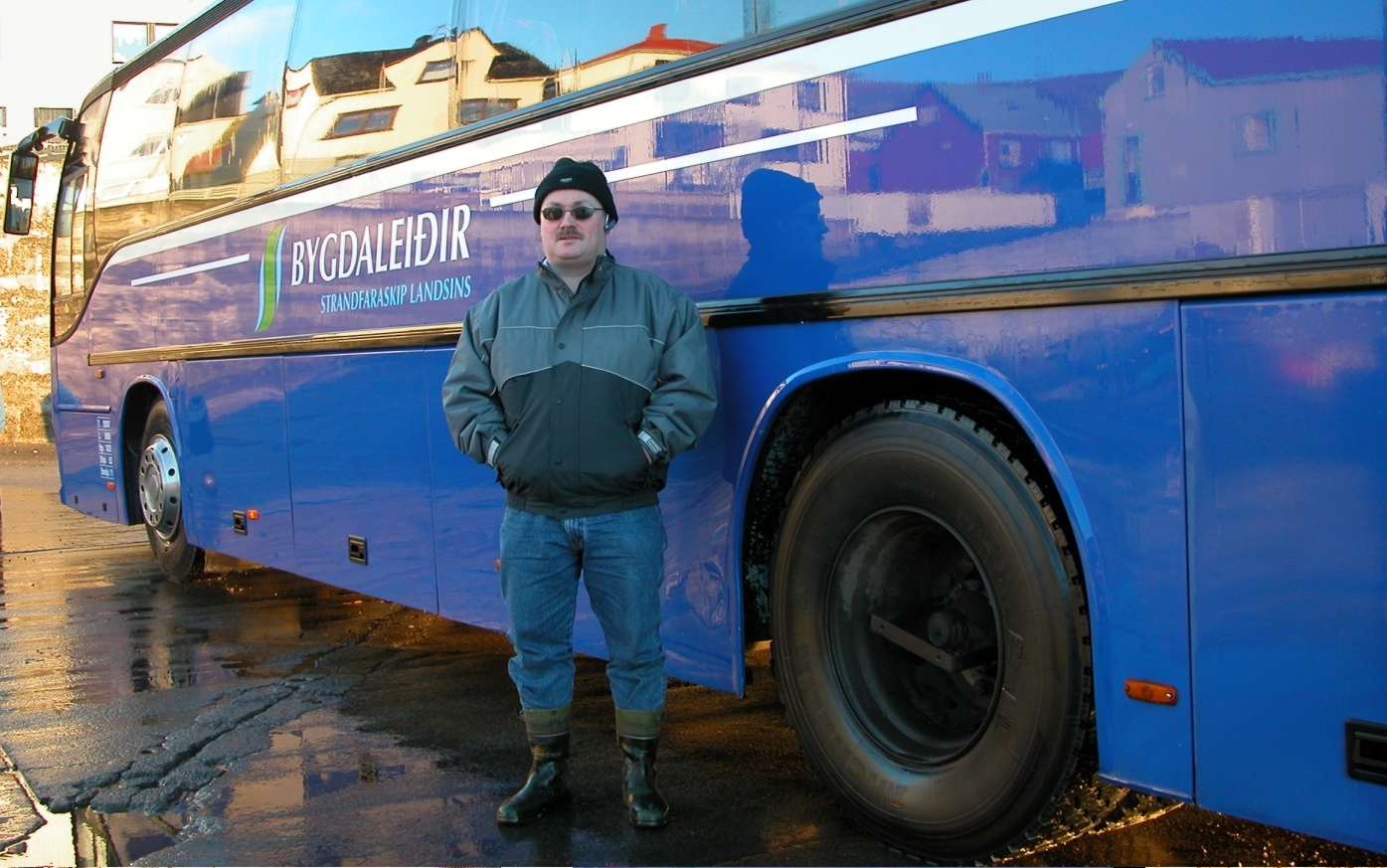
Jeden z autobusów Bygdaleiðir.

Przedsiębiorstwo oferuje dwadzieścia połączeń autobusowych, obejmujących cały archipelag Wysp Owczych:
| Linia | Trasa                                                                                               | Uwagi                                                                                    |
| ----- | --------------------------------------------------------------------------------------------------- | ---------------------------------------------------------------------------------------- |
| 100   | Thorshavn – Kollafjørður – Tvøroyri – Kvíkvik – Vestmanna                                           | Niektóre połączenia między Kollafjørður a Thorshavn realizowane są autobusami linii 300. |
| 101   | Thorshavn – Gamlarætt                                                                               |                                                                                          |
| 200   | Oyrarbakki – Eiði                                                                                   |                                                                                          |
| 201   | Oyrarbakki – Funningur – Gjógv                                                                      |                                                                                          |
| 202   | Oyrarbakki – Tjørnuvík                                                                              |                                                                                          |
| 300   | Thorshavn – Kollafjørður – Sandavágur – Miðvágur – port lotniczy Vágar – Sørvágur                   |                                                                                          |
| 400   | Klaksvík – Leirvík – Gøtudalur – Søldafjørður – Skálabotnur – Oyrarbakki – Kollafjørður – Thorshavn |                                                                                          |
| 401   | Toftir – Runavík – Skálabotnur – Thorshavn                                                          | Autobus ekspresowy.                                                                      |
| 410   | Fuglafjørður – Kambsdalur – Gøtudalur – Leirvík – Klaksvík                                          |                                                                                          |
| 440   | Selatrað – Strendur – Skála – Skálabotnur – Søldafjørður – Runavík – Toftir                         |                                                                                          |
| 442   | Glyvrar – Runavík – Rituvík – Æðuvík                                                                |                                                                                          |
| 481   | Skálabotnur – Hellurnar – Oyndarfjørður                                                             |                                                                                          |
| 485   | Skálabotnur – Funningsfjørður                                                                       |                                                                                          |
| 500   | Klaksvík – Árnafjørður – Hvannasund – Viðareiði                                                     |                                                                                          |
| 504   | Klaksvík – Haraldssund – Kunoy                                                                      |                                                                                          |
| 506   | Trøllanes – Mikladalur – Húsar – Syðradalur                                                         |                                                                                          |
| 600   | Skálavík – Sandur – Inni í Dal – Skopun                                                             |                                                                                          |
| 601   | Dalur – Húsavík – Sandur – Inni í Dal – Skopun                                                      |                                                                                          |
| 700   | Sumba – Lopra – Vágur – Porkeri – Hov – Øravík – Krambatangi – Tvøroyri                             |                                                                                          |
| 701   | Fámjin – Øravík – Krambatangi – Tvøroyri – Nes – Hvalba – Sandvík                                   |                                                                                          |